# Кіліманджаро (національний парк)
Кіліманджаро — національний парк Танзанії, розташований на півночі країни. На території парку знаходиться найвища вершина Африки — Кіліманджаро.
З 1987 року парк є об'єктом Світової спадщини ЮНЕСКО.

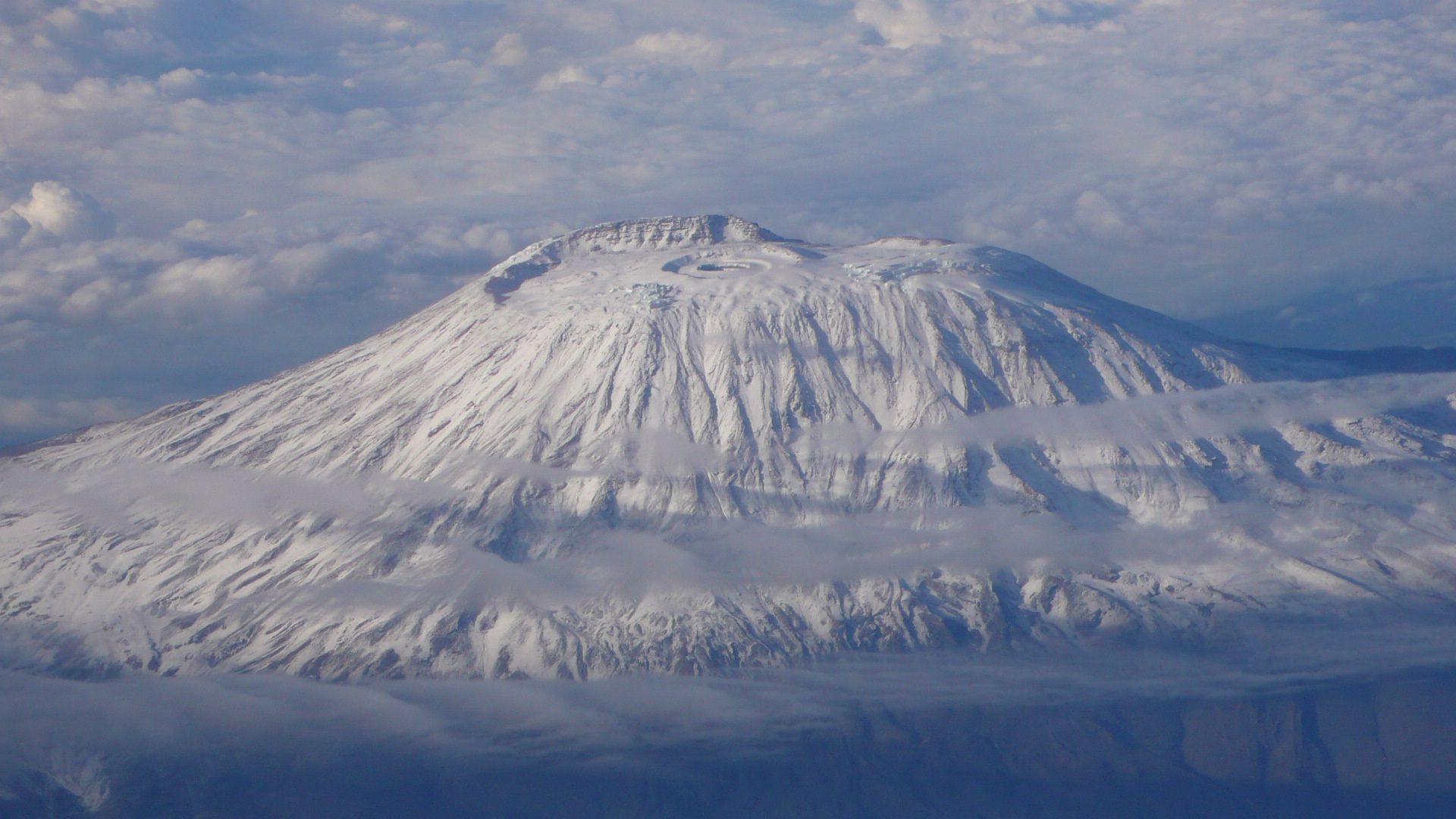
Вулкан Кіліманджаро

Національний парк Кіліманджаро розташований на території однойменного регіону біля міста Моші, за 128 км від Аруші. Межі парку пролягають переважно на висоті 2700 метрів над рівнем моря, крім того, парк має шість коридорів через лісовий масив нижче цього рівня.
До 2005 року площа парку становила 753 км², ще 1078 км² займав лісовий резерват навколо парку. У 2005 році територія парку була розширена і зараз становить 1668 км² .
Підкорення гірської вершини є основною метою туристів, яких буває понад 10 000  щорічно. В парку прокладено шість маршрутів сходження, найпопулярнішим є Марангу-Трейл. Крім цього, в парку можна подивитися плато Шира, і половити форель в озері Чала, розташованому в кратері на південно-східному схилі.

## Охорона території

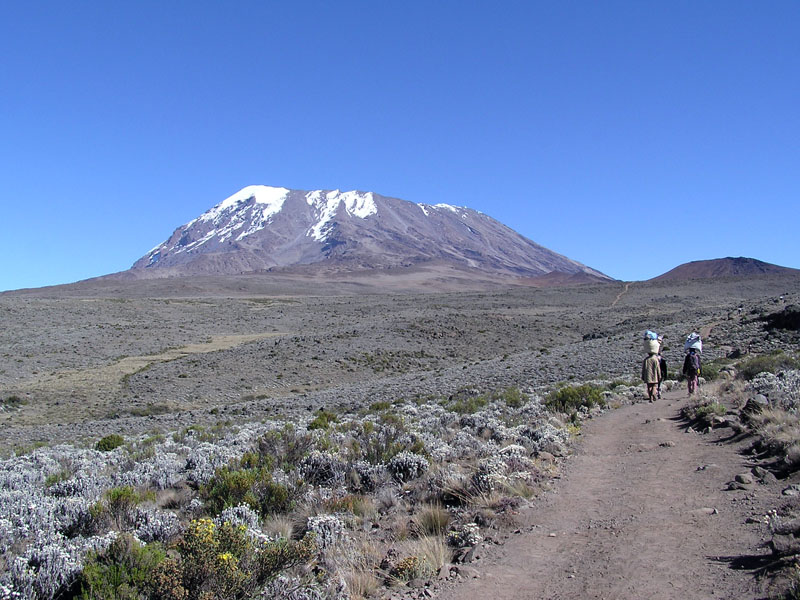
Пішохідний маршрут в парку

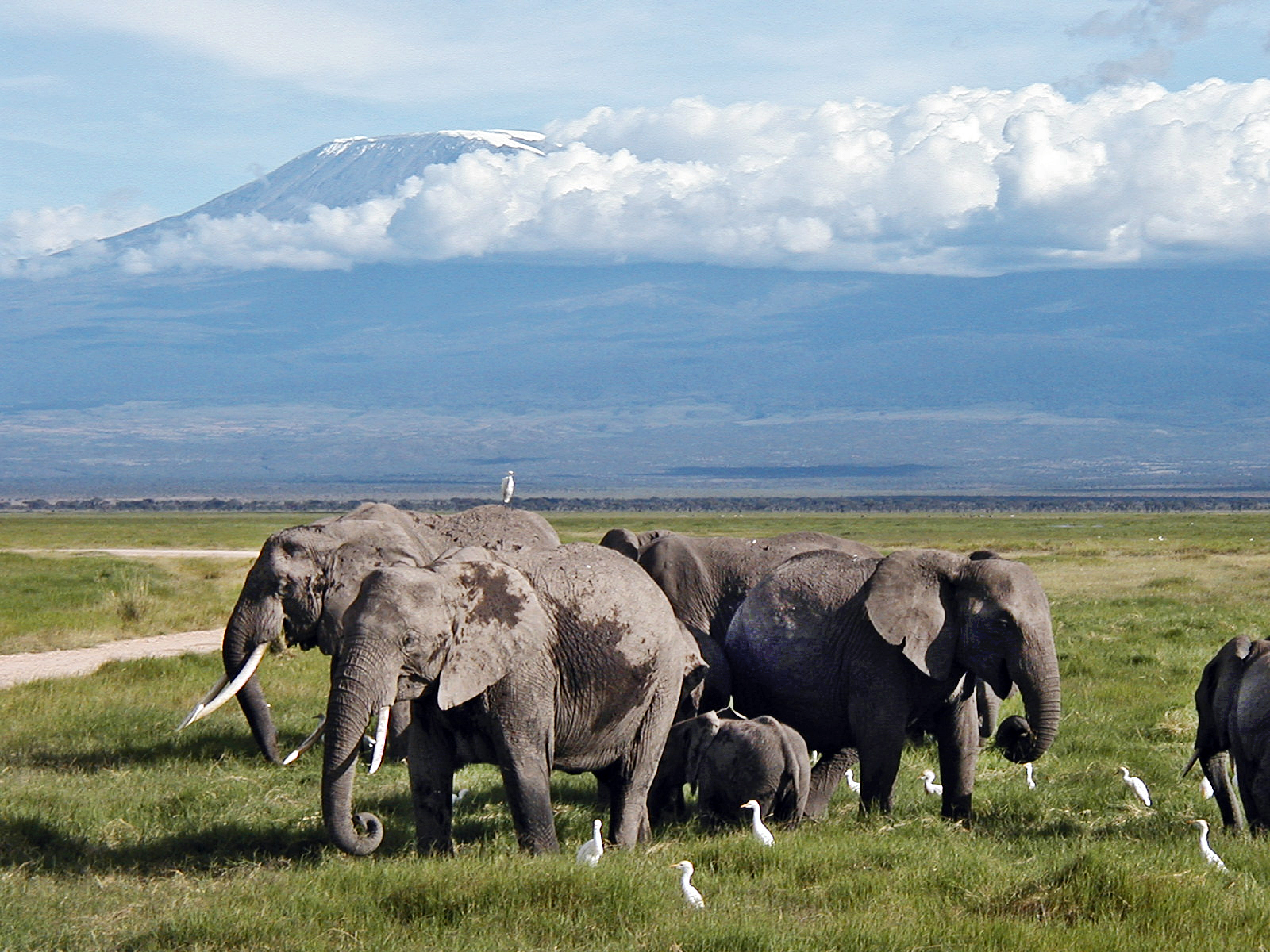
Слони

Ще в 1910 роках німецький колоніальний уряд ухвалив рішення про охорону гірського масиву. У той час був створений мисливський резерват, який в 1921 році змінив статус і став лісовим резерватом. У 1973 році уряд Танзанії оголосив про створення національного парку на горі вище рівня зростання дерев (2700 метрів), а в 1977 році парк відкрили для туристів. У 1987 році парк був включений до списку об'єктів Світової спадщини ЮНЕСКО в Танзанії.
В даний час парк розділений на сім зон, серед яких зона інтенсивних пішохідних маршрутів, пішохідні зони малої інтенсивності в гірській і рівнинній частинах, зона адміністрації, культурна зона і зона денного використання. Найосяжнішою є зона дикої природи. Загальна кількість службовців парку в 1995 році становило близько 150 осіб.
Основними проблемами парку є незаконне вирубування лісу на дрова, мисливство та збирання меду. Крім того, небезпеку становлять пожежі, які часто трапляються в південно-західній частині парку, найпопулярнішій серед туристів.